# Cmentarz ewangelicko-augsburski w Częstochowie
Cmentarz ewangelicko-augsburski w Częstochowie − jedyny w Częstochowie cmentarz dla zmarłych wyznania ewangelicko-augsburskiego, założony w 1858 roku.

## Historia
Cmentarz powstał w 1858 roku, gdy z inicjatywy ks. Ludwika Müllera władze miejskie wydzieliły teren o powierzchni ok. 3 100 m², graniczący z katolickim cmentarzem św. Rocha. Cmentarz uroczyście otwarto 8 lipca 1860 roku. Aż do czasu uruchomienia własnego cmentarza pogrzeby odbywały się na odległych cmentarzach ewangelickich lub częstochowskich nekropoliach katolickich. W 1898 roku władze miasta zajęły część jego terenu na potrzeby cmentarza prawosławnego, tłumacząc to udostępnieniem ewangelikom większego niż w dokumentach obszaru.
W 1914 roku wybuchła I wojna światowa, a cmentarz zapełnił się szybko grobami żołnierzy niemieckich i austro-węgierskich. W sumie pochowano 107 wojskowych już w czasie pierwszego roku wojny, wykorzystując jednocześnie całą przestrzeń, którą przed wojną szacowano jako wystarczającą na 10 lat. Przez cały okres wojny ewangelicy usiłowali uzyskać zgodę na poszerzenie swojego cmentarza, dopiero w 1919 roku władze miejskie wyraziły zgodę i przekazały na ten cel ok. 1 900 m² z likwidowanego cmentarza prawosławnego. Decyzja spotkała się z gwałtownym protestem częstochowskiego kościoła katolickiego, który usiłował ją na wszelkie sposoby zablokować, by przejąć całość terenu cmentarza prawosławnego. Ostatecznie rok później, po interwencji w Ministerstwie Wyznań i Oświecenia Publicznego i u katolickiego biskupa kujawsko-kaliskiego, ewangelicy uzyskali wnioskowany grunt.
W latach 1937–1939 zbudowano na cmentarzu kaplicę grobową rodziny Steinhagenów. Po wybuchu II wojny światowej ponownie chowano na cmentarzu ewangelickim żołnierzy niemieckich, a po wyczerpaniu wolnego miejsca pochówki przeniesiono na cmentarz Kule. W okresie okupacji cmentarz ewangelicki służył także jako miejsce ulokowania jednej z konspiracyjnych skrytek z dokumentami i pieniędzmi. W końcu lat 60. wyremontowano uszkodzoną w czasie wojny kaplicę cmentarną.
W 1987 roku Wydział Kultury i Sztuki Urzędu Wojewódzkiego w Częstochowie wpisał cmentarz do rejestru zabytków.

## Galeria

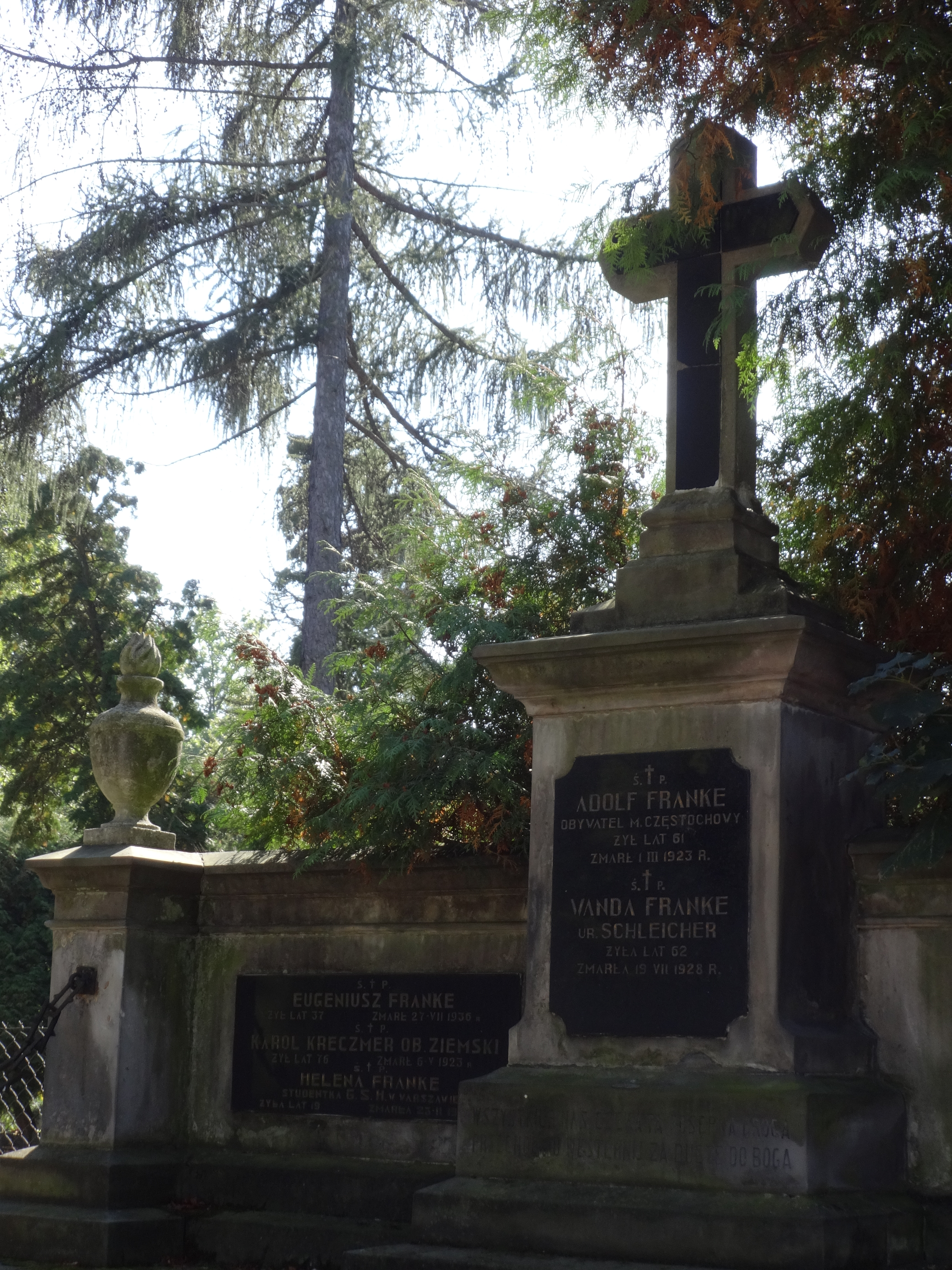
Grób Adolfa Frankego
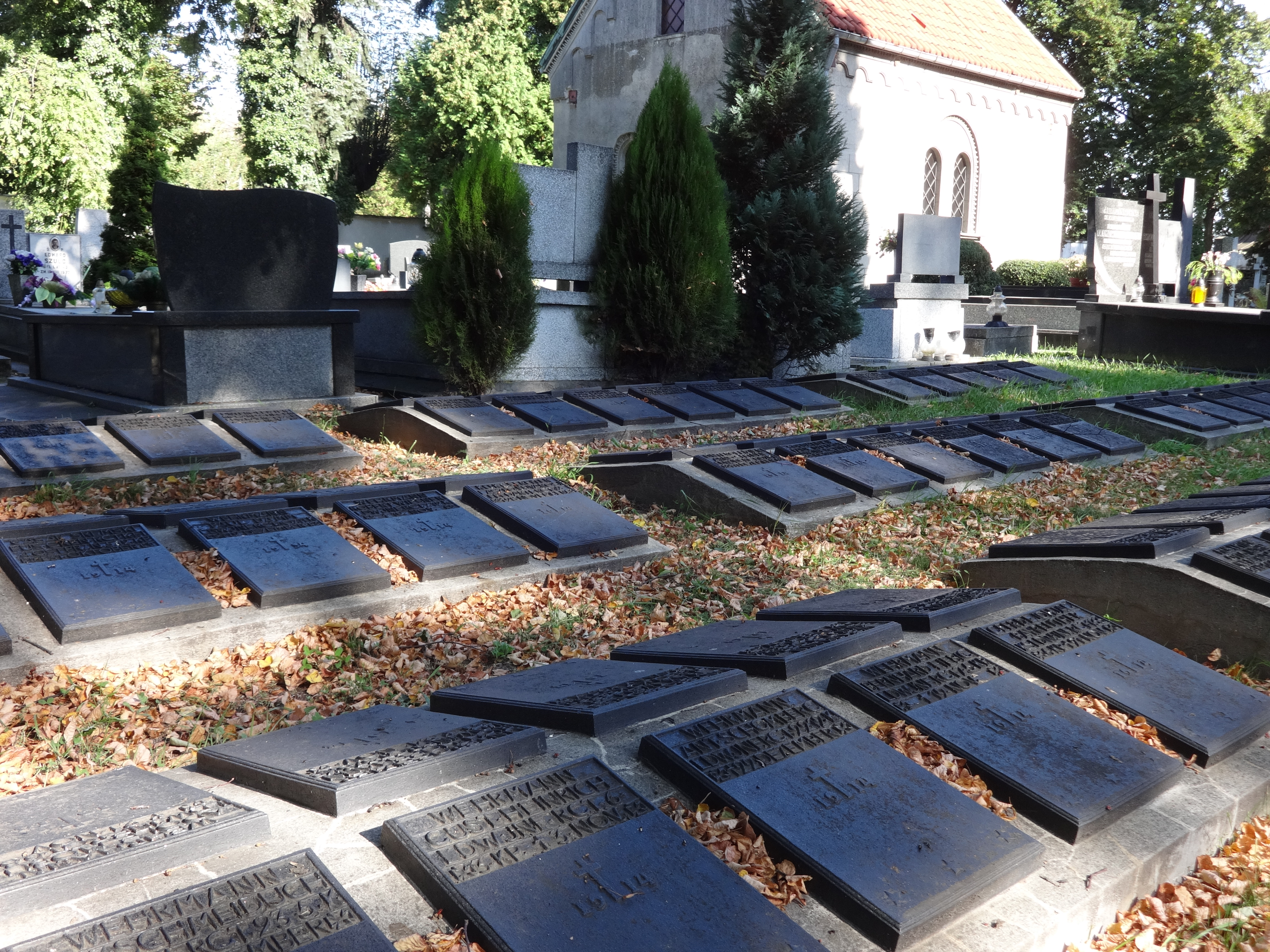
Kwatera żołnierzy niemieckich poległych w czasie I wojny światowej